# Anastrepha interrupta
Anastrepha interrupta är en tvåvingeart som beskrevs av Stone 1942. Anastrepha interrupta ingår i släktet Anastrepha och familjen borrflugor. Inga underarter finns listade i Catalogue of Life.